# Driehoek van Kepler

driehoek van Kepler

De piramide van Cheops is bijna een driehoek van Kepler.

Een driehoek van Kepler, genoemd naar Johannes Kepler, is een rechthoekige driehoek met zijden in de verhouding {\displaystyle 1:{\sqrt {\varphi }}:\varphi }, met
{\displaystyle \varphi ={1+{\sqrt {5}} \over 2}}
de gulden snede.

De verhouding tussen de zijden is bij benadering 1 : 1,272 : 1,618.
De Piramide van Cheops heeft bijna de verhoudingen van een driehoek van Kepler.